# Cutts
Cutts – osada brytyjska na Wyspach Szetlandzkich. Znajduje się na wyspie Trondra, u zachodniego wybrzeża Mainland. Droga B9074 przecina most Trondra na północnym wschodzie Cutts. Most, otwarty 18 października 1971 roku przez George’a Youngera, łączy wyspę Trondra z Mainland.